# Van Hool A120
 (mai 2015).
Pour les articles homonymes, voir A120.
Les Van Hool A120 et A120P sont des autobus produits par le constructeur belge Van Hool de 1977 à 1991.

## Histoire
Dans le milieu des années 1970, l'administration des transports du Ministère des Communications décide d'établir un cahier des charges unifié pour les véhicules destinés au  transport de personnes. Cette demande émane en fait des exploitants belges. Ce cahier des charges est très fortement influencé par plusieurs constructeurs belges de l'époque. Van Hool y répondra en présentant l'A120. Le 29 décembre 1972, la STIB de Bruxelles passe commande de quatre séries de prototypes en vue de définir le standard du bus de l'avenir. Van Hool emporte une commande de 15 autobus urbains à moteur DAF, Ils recevront à Bruxelles les matricules 8001 à 8014 (type AU115X). Le dernier de cette série, le 8015, est du type AU115/1 et reçoit une carrosserie prototype, répondant au nouveau cahier des charges et préfigurant les formes générales des futurs A120.
À l'occasion du salon du véhicule utilitaire de Bruxelles en janvier 1977, Van Hool expose le prototype de son dernier né, l'A120. Il s'agit d'un véhicule standard, conçu sous forme de modules. Il comporte une série déterminée de sous-ensembles coordonnés combinables jusqu'à un certain point selon les vœux du client. L'infrastructure de construction est faite pour recevoir un choix de composants mécaniques présélectionnés : trois types de moteurs (Fiat, DAF ou MAN), trois types de transmissions automatiques (ZF, Allison ou Voith) et une mécanique, deux types d'essieux, etc. Le produit est totalement nouveau à l'époque : plancher bas (on ne parlait pas encore de plancher surbaissé), nombre de marches réduit au minimum, doubles portes élargies, vitrages surdimensionnés, suspension pneumatique, poste de conduite ergonomique, etc. L'A120 est disponible en version deux ou trois portes et la capacité varie de 84 à 94 places selon les versions et les pays.
À partir du début des années 1980, Van Hool propose un A120P principalement destiné aux exploitants privés. Dans ce cas, seule la face avant diffère. Des carrosseries A120 ou A120P sont également disponibles sur châssis Scania, Volvo, Leyland, DAF ou Mercedes,
Vendus principalement en Belgique, quelques A120 ont également été achetés par des transporteurs étrangers en France et au Luxembourg, En France, l'A120, présenté au Bourget en avril 1977, recevra la dénomination commerciale de Agoréon[réf. nécessaire]. La production de l'A120 s'étale de 1977 à 1991, année où ce modèle est remplacé par le A600.

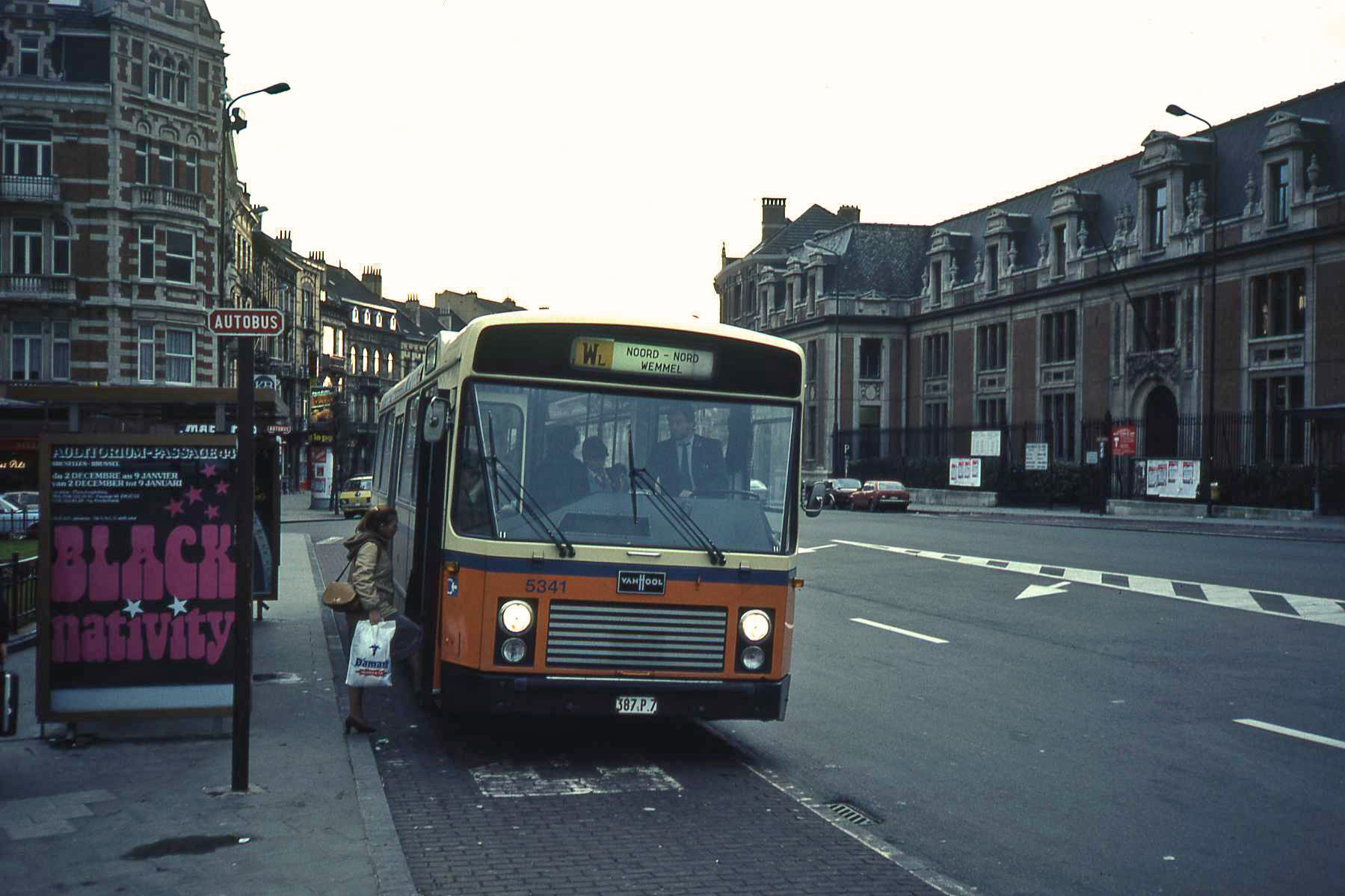
Van Hool A120/01 (construit fin 1978). SNCV[1].
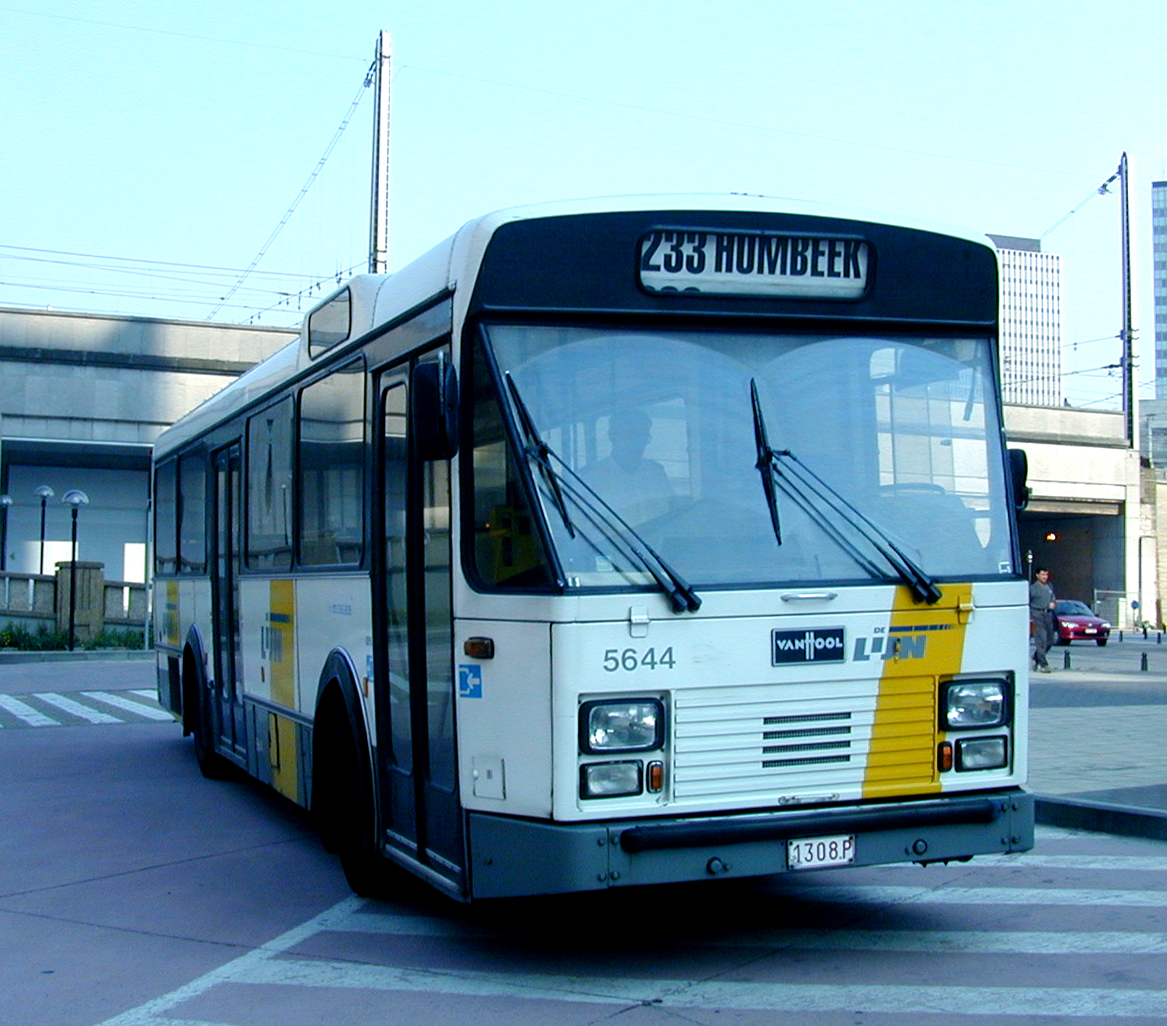
Van Hool A120/31 (1981), De Lijn Vlaams-Brabant[2] .
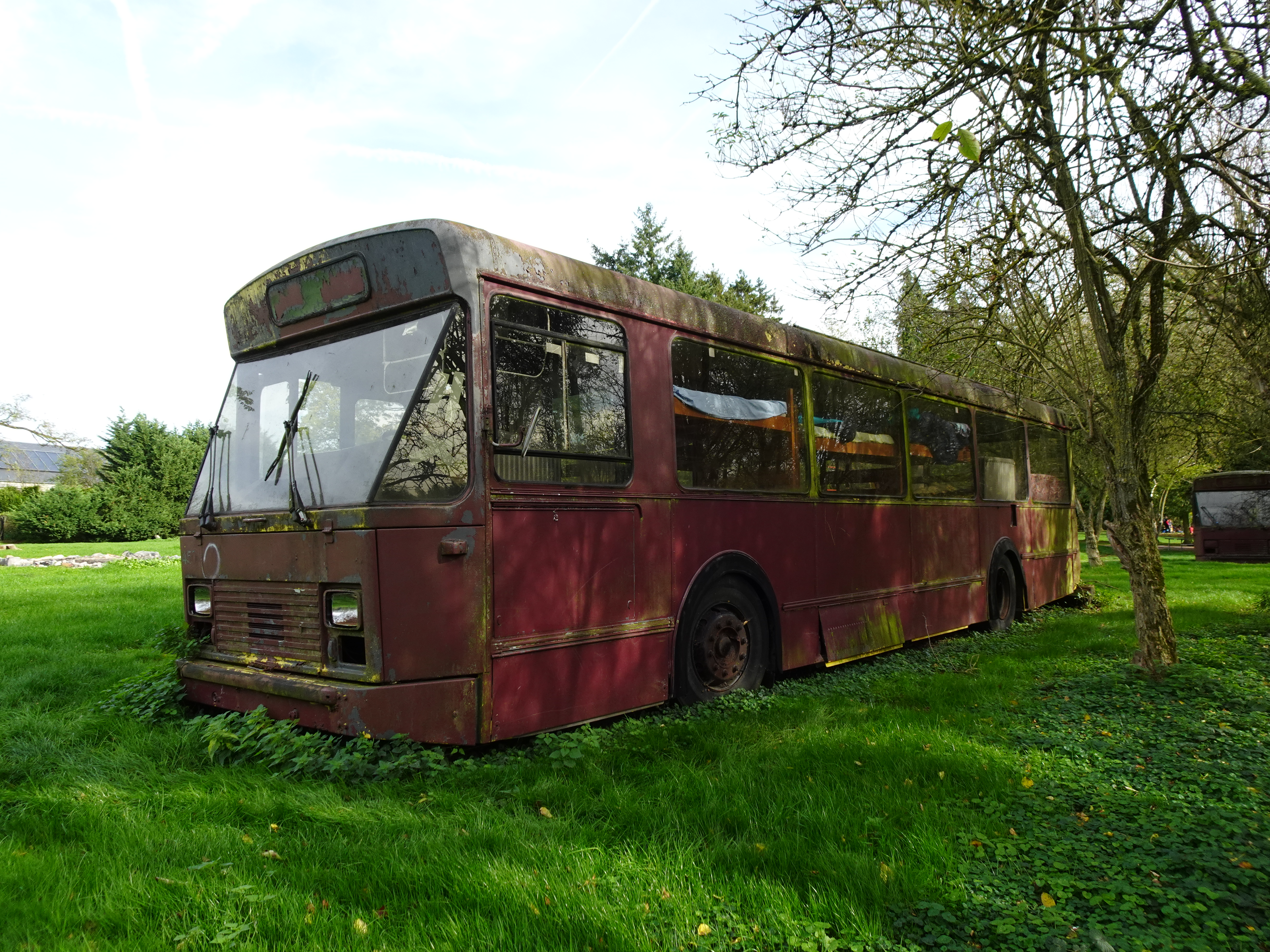
Ancien Van Hool A120/31 (1980) reconverti en dortoir par un gîte près de Dinant. N°450 des TEC Namur-Luxembourg[3].

## Modèles

### Carrosserie de l'A120
- A120/01 : première version, phares ronds (avant la mise au point des versions suivantes, il était simplement appelé A120). 266 livrés à la SNCV en 1977-78[4].
- A120/02 : phares ronds et moteur MAN D2566 MUH
- A120/06 : version commandée par la STIB (79 exemplaires livrés en 1978), carrosserie "Neerman"[5]
- A120/11 : deuxième version livrée à la SNCV (190), phares ronds[6].
- A120/14 : 10 exemplaires livrés à la SNCV en 1980, phares rectangulaires à partir de cette version[7].
- A120/20 : produit entre 1977 et 1978, il est équipé d'un moteur MAN D2566 MUH[8].
- A120/31 : construit en grandes quantités, dont 378 pour la SNCV ; un certain nombre fut revendu d’occasion[9],[10],[11]. 10 exemplaires dotés de trois portes livrés à la STIV (Verviers)[12].
- A120/32 : moteur MAN D2566 MUH[13],[14]
- A120/50 : moteur MAN D2566 MUH. Produit à partir de 1981. Ceux produits pour la STIL (Liège) avaient 2 vitres arrière latérales plus petites et descendant moins bas[15] tandis que ceux de la STIV (Verviers) possédaient trois portes.
- A120/77-115 : Produit à partir de 1980 avec un moteur Fiat 8200.13 développant 178 ch DIN à 2 500 tr/min[16].

### Châssis externe de l'A120 & l'A120P
Outre la construction intégrale, Van Hool construit aussi des A120 sur d’autres châssis. C’est à la suite d’une demande des exploitants que cette possibilité est offerte. Ainsi, peu de temps après le début de l'A120, les premiers exemplaires sur châssis externes peuvent être aperçus.
En mai 1979, est livré à l’exploitant De Duinen le No 152147, un A120 sur châssis Volvo B59-55. Ensuite, Van Hool propose d'autres types de châssis Volvo. Outre Volvo, Van Hool construit - dans une moindre mesure – sur des châssis DAF SB210, Leyland LFRE55 et Mercedes-Benz O305.
En fonction du remplacement du moteur, on retrouve certains bus avec la seconde porte placée tout à l'arrière du véhicule. Des aménagements spéciaux sont également montés sur quelques véhicules, comme des toilettes placées à l'arrière de quelques A120P de l'exploitant Bronckaers. On trouve également des A120 chez d'autres autocaristes. C'est ainsi que Dierickx achète un A120 en 1989 et l'utilise sur les pistes de l'aéroport de Zaventem. La FBAA, organisme qui s'occupe de la formation de chauffeurs de cars et de camions, met en service un A120P en 1984 et quatre autres en 1988. Un atelier protégé situé du côté de Willebroeck effectue ses transports à l'aide d'un A120P mis en service en 1984.
- DAF SB210 : Entre 1979 et 1984 onze A120 et trois A120P seront construits sur le châssis DAF SB210. La plupart sont vendus à plusieurs opérateurs en Flandre, un seul rejoindra un opérateur wallon (Poncelet 601104[18]). Trois A120 et trois A120P sont construits sur le châssis DAF SB210 DKL500 entre 1979 et 1983. Il s'agit du Poncelet Frères 601104, les Ganda Cars 251135 et 251136 (A120P), les Ferry Cars Ferry 256124[19] et 256125[20] et le VBM 857104[21] (également un A120P). Mi-1984, le groupe De Decker-Van Riet met en service huit A120 un châssis DAF, cette fois sur la version la plus récente du châssis SB210, le DKDL600. Le type de moteur qui est utilisé ici (DKDL600) est identique à celui utilisé pour la première série d'A120 pour les vicinaux[22].
- Leyland LFRE : Leyland avait une histoire comme un fournisseur de châssis pour différents bus Van Hool. Depuis la fin des années septante le châssis LIBRT modifiés ne fut plus autorisé par les normes SNCV, Leyland développe le châssis LFRE55 : cadre bas moteur arrière. De ce type, qui a été conçu uniquement pour la Belgique, seuls 24 châssis sont construits. Trois d'entre eux ont reçu une carrosserie d'A120P par Van Hool.
- Mercedes-Benz O305 : Outre la construction intégrale Mercedes-Benz présente son châssis également disponibles pour diverses carrossiers, le R305. Une ramification de ce qui serait le châssis à succès en Belgique pour carrosserie Jonckheere, le 305J. Van Hool construit plusieurs A120P sur ce châssis, notamment pour l'opérateur Bronckaers de Hamont. Il y eut seulement cinq exemplaires de ce type d'A120P. tous sont livrés à Bronckaers : 852120[23], 852122[24], 852123[25], 852124, et 852127[26]. Ils sont mis en service en 1982 et 1984 et furent utilisés sur des services express. Caractéristique de ces A120P : les portes étroites. Ils seront équipés du moteur Mercedes OM407.
- Châssis Volvo : Van Hool construit aussi des A120/A120P sur différents types de châssis Volvo. Les premiers A120/A120P de ce type utilisent encore le châssis B59-55 fin des années 1970. Plus tard, également des bus sur les châssis B10R et B10M.
  - Châssis Volvo B59 : En 1979 et 1980, certains opérateurs Anvers avaient six A120 sur châssis B59-55 en service. Ce type de châssis vivait ses derniers moments et serait bientôt remplacé par le B10R. Les A120 de ce type sont les De Duinen 152147[27] (livré en mai 1979), 152148[28] et 152149. Les Apers Cars Lux 951107[29], Klein-Brabant 156125[30] et De Schelde 154181[31].
  - Châssis Volvo B10R : Vers la même époque apparaissent également des A120/A120P construit avec le châssis le plus récent de Volvo, le B10R-55. Ce type de châssis avait le moteur à l'arrière. Habituellement, le nom de marque Volvo est inscrit sur le bus en assez gros caractères. L'intérieur du bus suit l'A120 intégral habituel : un plancher plat jusqu'à la porte de sortie, suivie d'une marche et une légère pente vers l'arrière. Le premier, le Latour 558175[32] est livré en novembre 1979. Seuls quatorze A120 sont construits sur ce châssis, et sont livrés à quatre entreprises : Klein-Brabant 156126[33], Dony 855171[34], Sylvae Tours 265102, 265103, 265104 et Katriva 304115, 304116, et 304117. Le plus grand nombre (huit) est acheté par les Autobus Latour : 558175 à 558178 et de 558183[35] à 558186. Le 558186[36] est le dernier Van Hool A120 sur châssis B10R et est livré en 1988. L'A120 sur un châssis Volvo suit l'évolution générale de l'A120 intégraux, les phares ronds deviennent rectangulaires et les clignotants avant apparaissent. Toutefois, la variante de A120P aurait plus de succès avec ce type de châssis. 70 autobus de ce type est construit sur le châssis B10R-55, entre 1981 et 1992. Le premier était le Pirnay 505106, et le dernier, le Garage du Perron 754133.
  - Châssis Volvo B10M : le châssis Volvo B10M apparaît la première fois en Belgique à la fin des années 1980. Le moteur est décalé au milieu. En raison de la configuration du bus, il y avait un plancher de niveau sur toute la longueur du bus, mais le niveau d'entrée est nettement plus élevée qu’avec le B10R : deux marches au lieu d'une seule. Seuls quatre A120 de ce type sont construits, et tous les quatre ont été achetés par les Autobus Latour en 1990 et 1991, 558190[37], 558191, 558193 et 558195. La deuxième porte se trouve ici dans le milieu. Ce fut l'A120P qui eut le plus de succès sur ce type de châssis. Entre 1989 et 1991, environ 23 ont été construits pour plusieurs opérateurs privés dans le Hainaut et le Luxembourg[réf. nécessaire]. La caractéristique typique de cette série de bus est que certains ont la seconde porte à l'arrière[38] et non au centre. Cette option est choisie car cela permettrait d'atteindre une meilleure circulation. Il y a des exceptions à cette règle : les Lambin 556135[39], 556136[40], 556137 et 558138, ainsi que plusieurs A120[41] et A120P d'autres exploitants[42],[43] avaient la deuxième porte au milieu.

- Châssis Scania : Un Van Hool A120P de la ville de Voronej

### A120&A120P

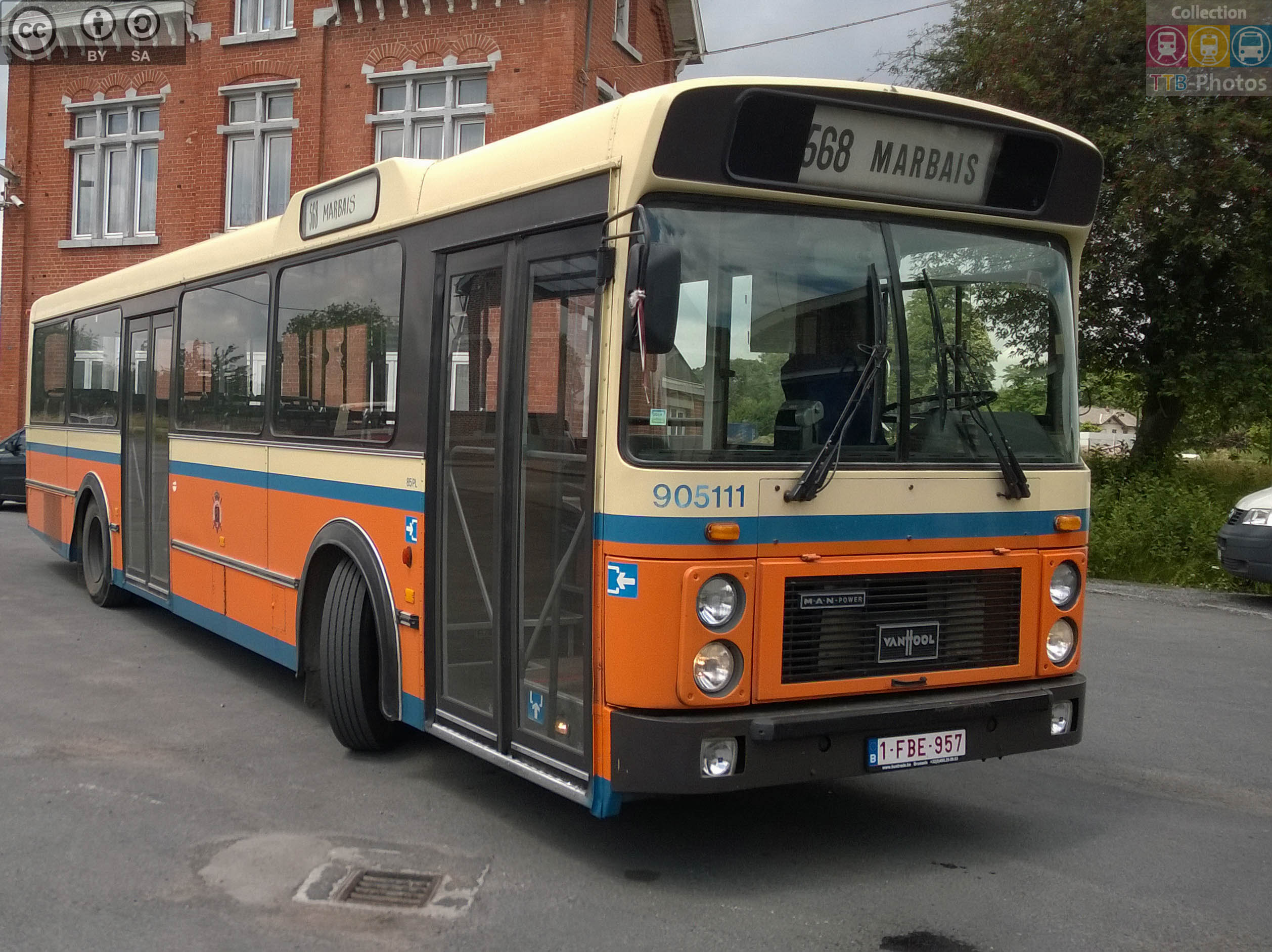
Van Hool A120P MAN

Les Van Hool A120 & A120P ont été produits à partir de 1977 jusqu'en 1991. En 1983 ils reçoivent un restylage. Ils succèdent l'AI 119 ainsi que ses prototypes, les AU115X & AU115/1. Ils seront suivis par l'A600.
Un total de 2 500 exemplaires fut produit. Les exploitants privés travaillant pour la SNCV achetèrent près de 400 A120 ou A120P. De nombreuses carrosseries A120 ou A120P montées sur d'autres châssis circulent en grand nombre chez ces exploitants.
Une des grandes différences entre un A120 et un A120P réside dans le design de la face avant de l'A120P qui est restée la même durant toute la vie commerciale du véhicule. La face avant des A120P est plate avec un pare-brise galbé tandis que celle des A120, avec plusieurs variations, se caractérise par un grand pare-brise incliné flanqué par deux vitres triangulaires.
La différence suivante est que l'A120P est avant tout l'usage du véhicule. Autant l'A120 est avant tout destiné aux sociétés publiques de transport en commun autant l'A120P est construit à destination des sous-traitants de la SNCV. En effet, l'A120P est conçu pour les relations longues distances.

## Caractéristiques

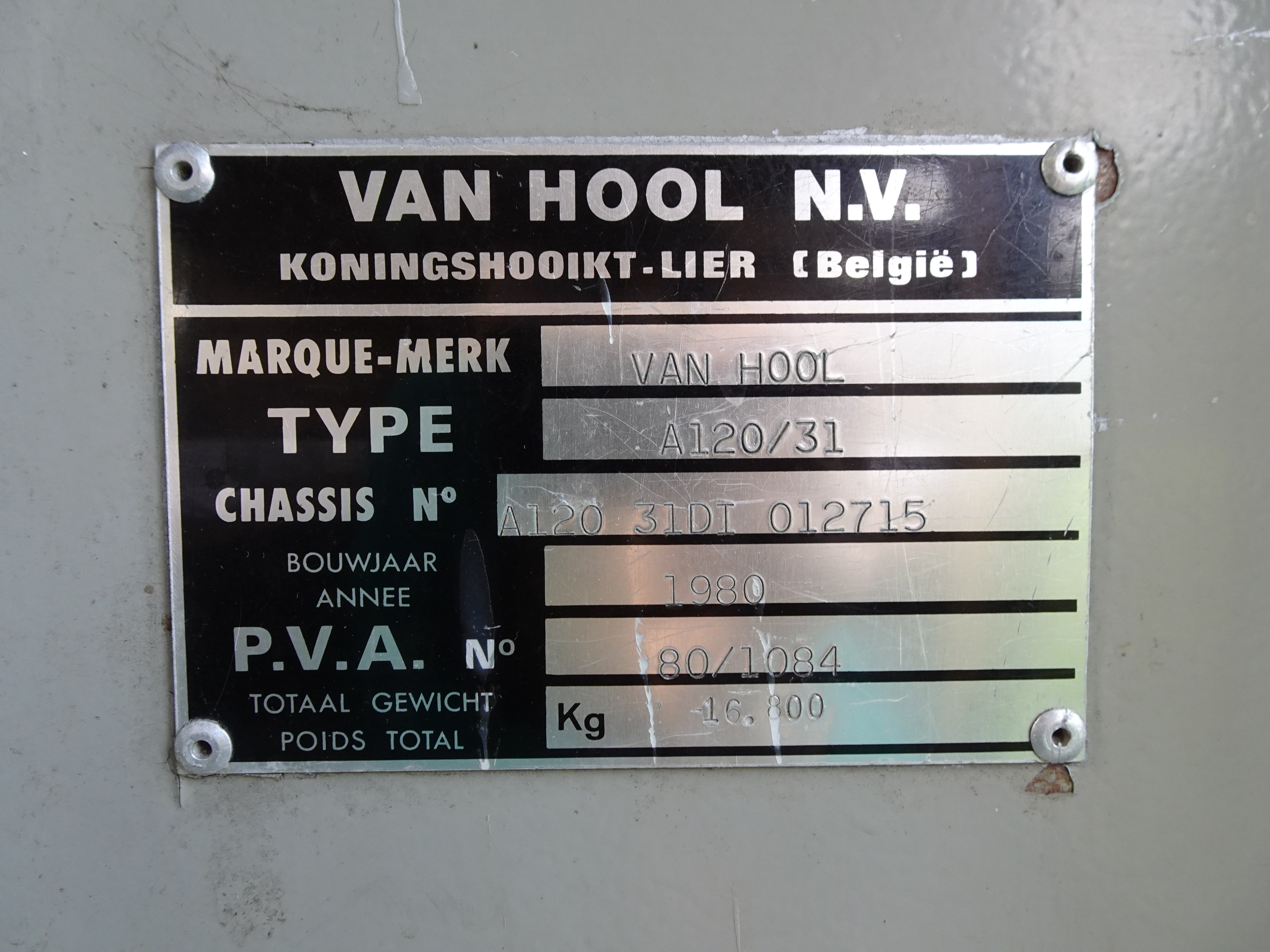
Plaque de constructeur de l'autobus 450, TEC Namur-Luxembourg, ex SNCV 5576.

### Caractéristiques générales
| Modèles                           | A120/20       | A120/50 | A120/51       | A120/60       |
| --------------------------------- | ------------- | ------- | ------------- | ------------- |
| Longueur (mm)                     | 11 710        |         | 11 850        | 11 695        |
| Largeur (mm) (sans rétroviseurs)  | 2 490         |         | 2 490         | 2 490         |
| Hauteur (mm)                      | 3 200         |         | 3 200         | 3 180         |
| Empattement(s) (mm)               | 5 500         |         | 5 500         | 5 500         |
| Porte-à-faux avant / arrière (mm) | 2 810 / 3 350 |         | 2 810 / 3 490 | 2 755 / 3 390 |
| Masse à vide (t)                  | 10,18         |         | 10            | 10,62         |
| Nombre de portes                  | 2             | 2 ou 3  | 2             | 3             |

### Motorisation
L'A120 en construction intégrale n'a été produit qu'avec des moteurs diesel.
| Utilisation       | A120/01; A120/31 | A120/11     | A120/77-115                    | A120/20; A120/32; A120/50; A120/51 | A120/60                 |
| ----------------- | ---------------- | ----------- | ------------------------------ | ---------------------------------- | ----------------------- |
| Moteur            | DAF DKL1160V     | DAF DKL1160 | Fiat 8200.13                   | MAN D2566 MUH                      | MAN D2866 MUH           |
| Type              |                  |             | 6 cylindres en ligne           | 6 cylindres en ligne               | atmosphérique           |
| Disposition       |                  |             |                                | horizontal longitudinal            | horizontal longitudinal |
| Cylindrée         |                  |             | 10 308 cm3                     | 11,41 L                            | 11,967 L                |
| Performance       |                  |             | 153 kW (208 ch) à 2 500 tr/min | 162 kW (220 ch) à 2 200 tr/min     | 177 kW (241 ch)         |
| Refroidissement   | eau              | eau         | eau                            | eau                                | eau                     |
| Boite de vitesses |                  |             |                                | Voith D851                         | Voith D851.2            |

## Production et exploitants

### En Belgique

#### SNCV

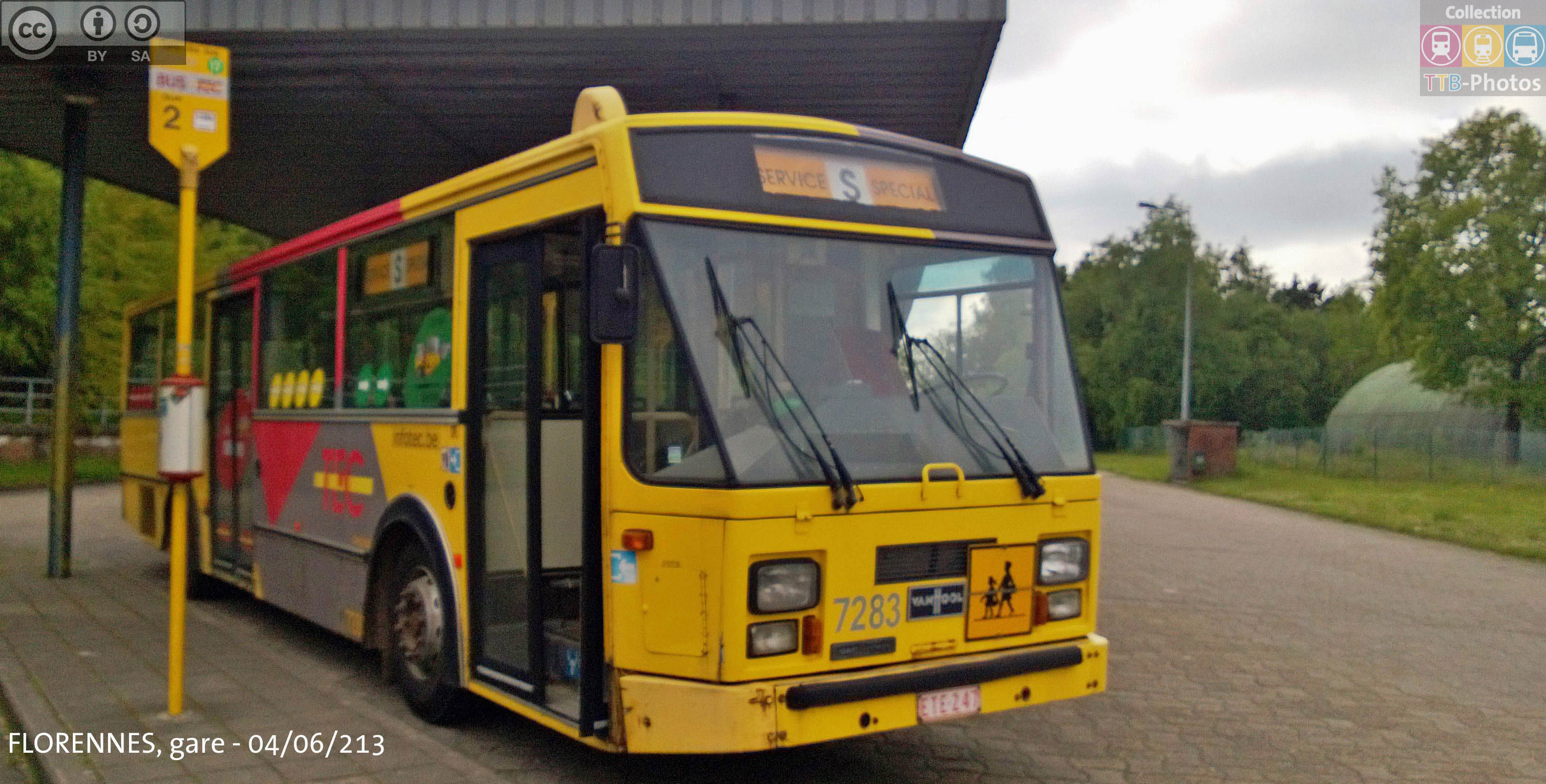
La dernière version de l'A120: l'A120 InterCity

En Belgique, c'est sans conteste la SNCV qui achète le plus grand nombre d'A120 entre 1977 et 1989 : 935 exemplaires circulent sous ses couleurs vicinales. La carrosserie des A120 ne reçoit pas de grandes modifications au fil des ans. La différence la plus marquante viendra avec la série 2255 à 2294. Cette dernière se différencie des autres par une face avant totalement nouvelle. Poursuivant un programme en vue de la réduction de la consommation de gasoil, la SNCV fait construire des autobus standards à forme aérodynamique, ce qui leur donne une meilleure pénétration dans l'air grâce d'une part au montage de la boîte à film avant dans le prolongement de la glace du pare-brise ainsi qu'au recours à des glaces collées au ras de la carrosserie. La hauteur de caisse passe de 3,150 m à 2,295 m pour cette série.
Les A120 vicinaux sont répartis dans tout le pays. À partir de 1991, lors de la réorganisation des transports en Belgique, ces autobus seront partagés entre les nouvelles sociétés TEC en Wallonie et: VVM-De Lijn en Flandre. La livrée de ces sociétés leur sera alors appliquée peu à peu.
Plusieurs A120 de De Lijn, mais il est difficile d'en dire le nombre précis et de retracer leurs parcours, se sont retrouvés à La Havane.

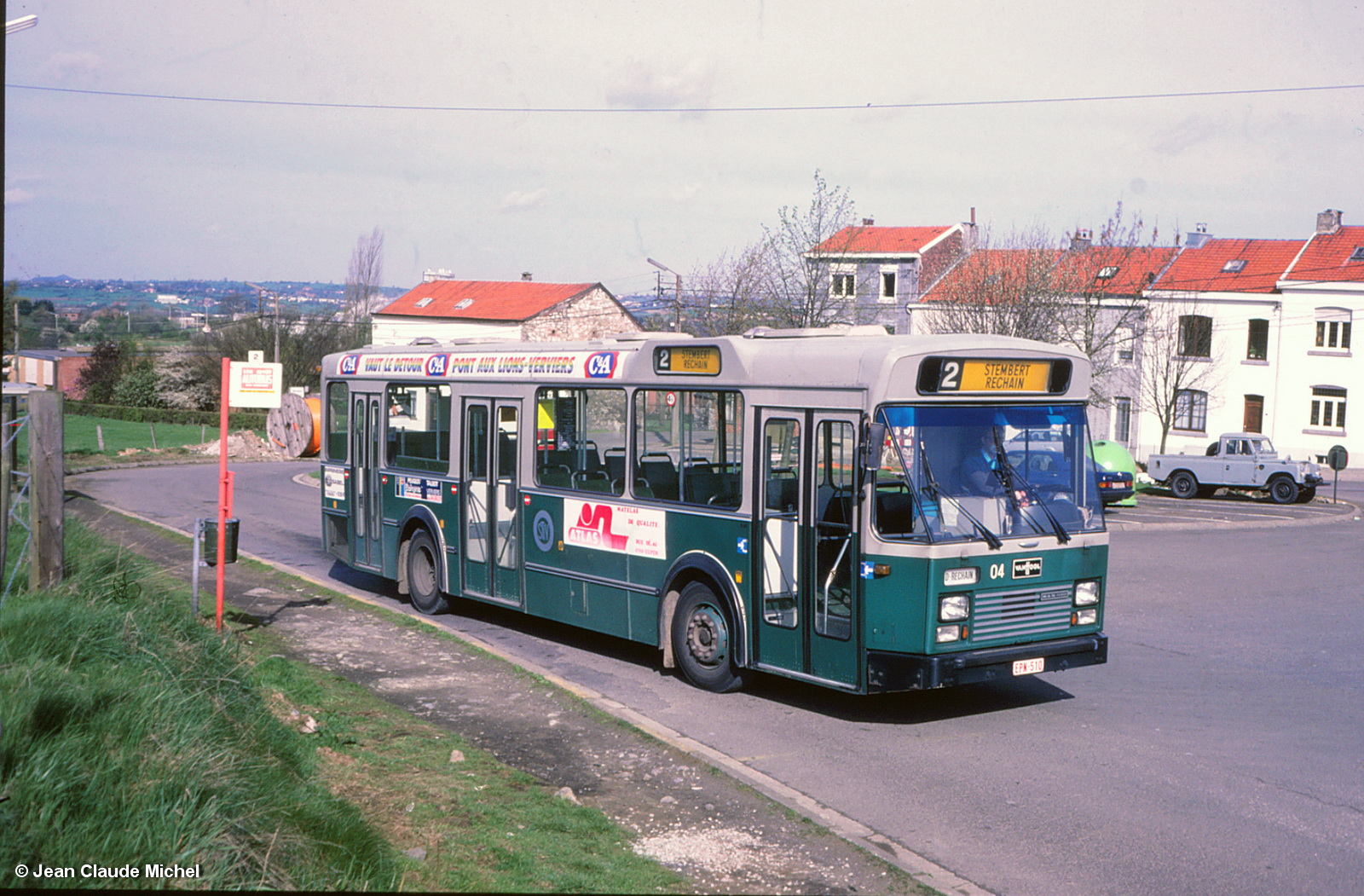
Van Hool A120 de la STIV (Verviers)

#### A120 des sociétés des transports intercommunaux
Au niveau des STI, les villes de Charleroi, Bruxelles, Liège, Gand et Verviers ont possédé également des A120 dans leur parc. Hormis ceux de Bruxelles, dont le designer Neerman donnera à la caisse une forme plus arrondie, les A120 des autres villes ne se différencient guère des A120 de la SNCV. Gand commande des A120 avec moteur Fiat, et Verviers aura la particularité d'avoir des autobus A120 à trois portes.

##### Bruxelles (STIB)
La Société des transports intercommunaux de Bruxelles (STIB) reçut 79 A120/06 à carrosserie "Neerman" de 1978 à 1979. De 1979 à 1991, la STIB ne commanda plus de bus neufs (à part les 25 AG280). L'arrivée des Van Hool A300 et Jonckheere Premier entraîna la radiation des autobus des années 1970 ; les A120 furent retirés du service et radiés de 1994 à 2001.

##### Charleroi (STIC)
La Société des transports intercommunaux de Charleroi (STIC) a possédé quatre séries d'A120 :
- dix A120/20 à phares ronds, livrés dès 1977 et numérotés 141 à 150[48] ;
- 24 A120/31 (151-174) livrés en 1983-1984 ;
- 25 A120/31 (175-199) livrés en 1987 ;
- alors que trois A280 avaient déjà été livrés et que des A500 étaient sur le point d'arriver, la STIC commanda 10 derniers A120/31, numérotés 31 à 40 et livrés de 1989 à 1990.

Passés aux TEC Charleroi, les A120/20 furent radiés dès le milieu des années 90 ; la plupart des A120/31 furent radiés vers 2005 ou 2008 ; un petit nombre roula encore quelques années autour de Namur. Les A120/31 construits vers 1989-1990 eurent une carrière plus longue : trois furent détruits par l’incendie du dépôt de Genson en 2010 et les trois derniers ne furent radiés qu’en 2013. 

##### Gand (MIVG)
La Maatschapij voor intercomunaal vervoer te Gent (MIVG) reçut 39 A120 à moteur Fiat en 1980 (numéros 77-115). Ils passèrent à De Lijn en 1991 et furent radiés de 1997 à 2001.

##### Liège (STIL)

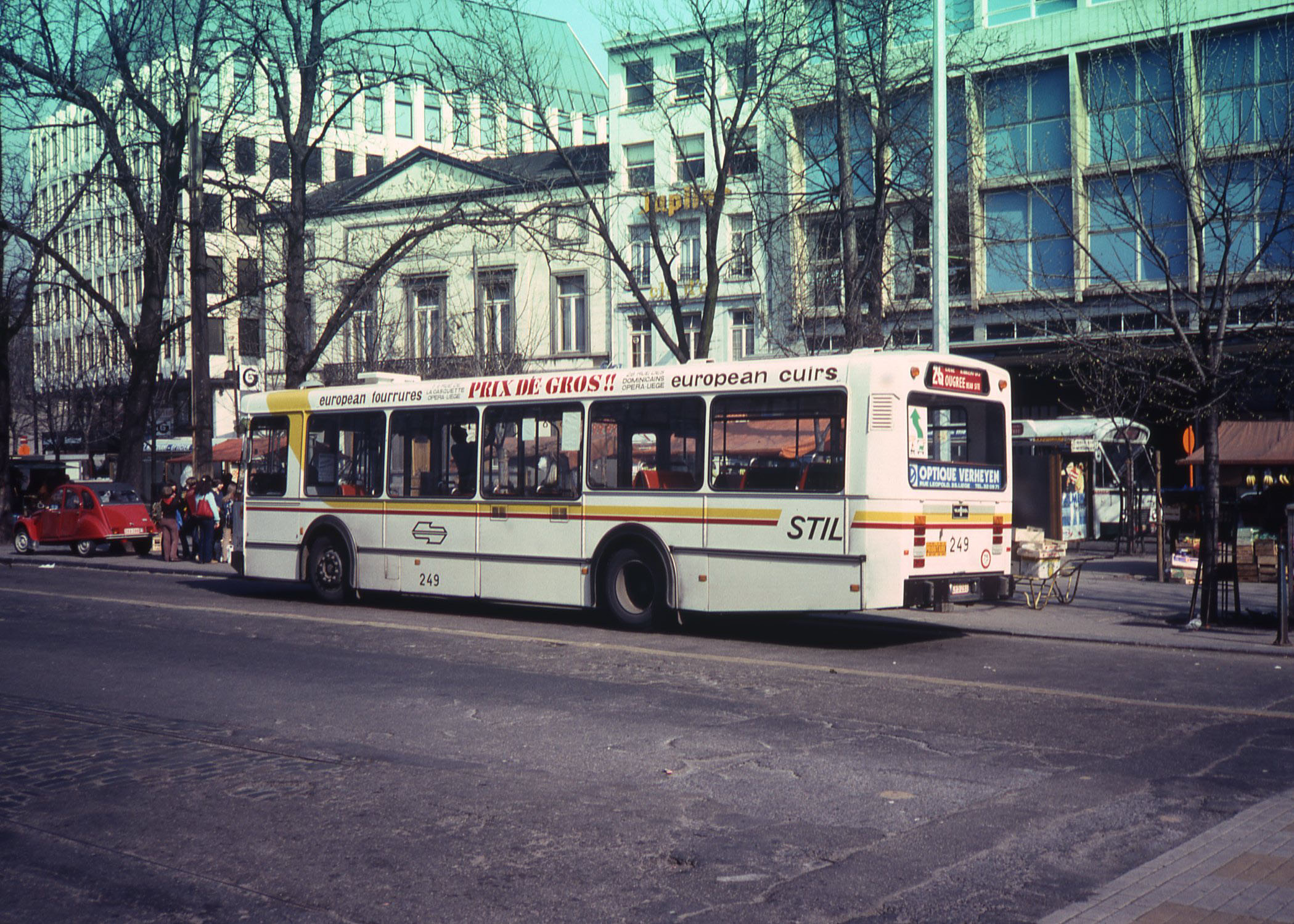
Van Hool A12/50 de la STIL (fenêtres arrière plus hautes)

La Société des transports intercommunaux de Liège (STIL) a commandé :
- 85 A120/20, livrés en 1978 et numérotés 151 à 235 ; contrairement aux autres A120 à phares ronds, ces autobus avaient deux phares ronds surplombant de petits phares rectangulaires[51].
- 110 A120/50, livrés de 1981 à 1982 et numérotés 236 à 345 ; ils se distinguent par des seuils de fenêtres plus hauts en arrière de la seconde porte[52].

Tous étaient encore en service quand la STIL fut intégrée aux TEC Liège-Verviers. Les A120/20 furent radiés de 1996 à 2002 et les A120/50 de 2000 à 2009 ; certains de la seconde série roulèrent quelques années de plus chez des exploitants privés en Flandre ou en Wallonie.

##### Verviers (STIV)
La Société des transports intercommunaux de Verviers (STIV) a possédé deux séries d'A120, dotés de trois portes :
- 30 A120/50, livrés en 1981 et numérotés 01 à 30[53] (numéros attribués à d'anciens bus hors-service depuis les années 1970).
- 10 A120/31, livrés en 1989 et 1990, numérotés 80 à 89[54] ; ces A120 tardifs avaient des vitres rectangulaires avec d’étroits montants noirs (comme les A500 ou AG280/3).

Tous les A120 verviétois passèrent aux TEC Liège-Verviers. Les A120/50 furent retirés du service commercial de 1996 à 2000 tandis que les neuf A120/31 restants furent radiés en bloc en 2008.

### En France
Comme déjà mentionné en début d'article, Van Hool présente son A120 au Bourget en avril 1977. Il s'agit d'ailleurs du fameux prototype qui deviendra plus tard le 5090 à la SNCV. Exposé en compagnie de la motrice 7901 de Bruxelles, l'A120 est revêtu de la livrée rouge de la SNCV. C'est Toulon qui, la première, recevra des A120. Mis en service en 1978, trois A120 circulent pour le compte de l'exploitant Autobus Étoile sur la ligne 8 de la RMTTL. En 1980, ils sont rejoints par trois autres bus. En juin 1982, le SITCAT reprend la société et son matériel. Les A120 sont finalement revendus à un démolisseurs. Certains d'entre eux finiront même comme baraque de chantier.
Vient ensuite Garrel & Navarre. Cet exploitant situé à Draveil, en périphérie parisienne, achète 11 Van Hool A120/20 MAN. Ils entreront en service en janvier 1979 et circuleront sur les lignes autour de Vigneux. Ils recevront à mi-vie une révision mécanique ainsi qu'une nouvelle livrée pour certains et assureront ensuite du transport scolaire en fin de vie. Déclassés fin des années 1990, trois autobus ont rejoint la Grèce, l'un d'eux est récupéré par un amateur français et les autres sont démolis.
Un A120 est également trouvé chez deux autres transporteurs français. L'un chez Transjura Cars à Bellignat Ici, l'A120 était utilisé sur le réseau d'Oyonnax. L'autre circulait sous les couleurs de Bérard à La Plagne[réf. nécessaire].

### Au Luxembourg
C'est sans conteste les CFL qui achèteront des A120 en nombre. Mis en service entre 1983 et 1987, ces autobus circulent sur toutes les lignes exploitées par le service d'autobus des CFL. Ils sont tous équipés d'un moteur MAN. Il est typique de constater que pratiquement tous les A120 des CFL reprendront du service en Belgique comme véhicules d'occasion.
Les séries, au nombre de 6, sont numérotées de la manière suivante :
| Série | Type / Moteur  | Année mise en service |
| ----- | -------------- | --------------------- |
| 11-22 | A120/40P / MAN | 1986                  |
| 31-40 | A120/40P / MAN | 1987                  |
| 43-52 | A120/20 / MAN  | 1978                  |
| 61-66 | A120/31 / MAN  | 1983                  |
| 71-76 | A120/40P / MAN | 1984                  |
| 81-82 | A120/40P / MAN | 1984                  |

Déclassés après dix ans d'exploitation, de nombreux A120 ex-CFL ont repris du service en Belgique pour le compte d'exploitants privés. Le no 33 a été récupéré en 2015 par l'association Retrobus ASBL qui a pour objectif de le restaurer.
| N° CFL | Revente             | N° CFL | Revente                |
| ------ | ------------------- | ------ | ---------------------- |
| 11     | Demunyk - Marke     | 49     | Autobus de Genval      |
| 12-19  | De Wilg - Hamont    | 50     | "privé"                |
| 20     | Retie Cars - Dessel | 51     | Pletschette (Lux.)     |
| 21+22  | Véronica Cars       | 52     | Autobus de Genval      |
| 31-33  | Autobus de Genval   | 61     | SADAR                  |
| 34+35  | Inconnu             | 62     | Wagener (Lux.)         |
| 36     | TCM                 | 63     | SADAR                  |
| 37     | Cardona             | 64     | Voiture de service CFL |
| 38+39  | Inconnu             | 65+66  | Jacobs                 |
| 40     | Cardona             | 71     | Engleberty (Lux.)      |
| 43     | Autobus de Genval   | 72+73  | Bronckaers             |
| 44     | Inconnu             | 74     | De Wilg                |
| 45     | Frish (Lux.)        | 75+76  | Bronckaers             |
| 46     | Inconnu             | 81     | Véronica Cars          |
| 47     | Cantineau           | 82     | Bronckaers             |
| 48     | Pletschette (Lux.)  |        |                        |

### Tableau
| Illustration | Réseau                  | Modèle et motorisation | Nombre | Numéros   | Livraison | Remarques               |
| ------------ | ----------------------- | ---------------------- | ------ | --------- | --------- | ----------------------- |
|              | SNCV                    | A120/01 DAF            | 266    | 5090-5355 | 1977-1978 | Commande le 20.10.1976. |
|              | SNCV                    | A120/11 DAF            | 190    | 5346-5545 | 1979-1980 | Commande le 31.12.1977. |
|              | SNCV                    | A120/14 DAF            | 10     | 5546-5555 | 1980      | Commande le 31.12.1977. |
|              | SNCV                    | A120/31 DAF            | 127    | 5562-5688 | 1980-1981 | Commande le 28.12.1979. |
|              | SNCV                    | A120/50 MAN            | 26     | 5689-5714 | 1981      | Commande le 28.12.1979. |
|              | SNCV                    | A120/31 DAF            | 149    | 5796-5944 | 1981-1982 | Commande le 30.12.1980. |
|              | SNCV                    | A120/32 MAN            | 26     | 5945-5970 | 1983      | Commande le 17.03.1983. |
|              | SNCV                    | A120/31 DAF            | 100    | 2000-2099 |           | Commande le 02.03.1982. |
|              | SNCV                    | A120 Intercity DAF     | 40     | 2255-2294 | 1989      | Commande le 22.12.1988. |
|              | Toulon - Autobus Étoile | A120 MAN               | 3      | 3, 22, 24 | 1978      |                         |
|              | Toulon - Autobus Étoile | A120 MAN               | 2      | 5, 15     | 1980      |                         |

### Ouvrages
- Laurent Hubert, Van Hool A120 : « Votre bus quotidien de classe a 40 ans ! », Tram 2000, 180 p.